# Општина Аоме (Синалоа)
Аоме (шп. Ahome) општина је у Мексику у савезној држави Синалоа. Општина се налази на надморској висини од 12 м.

## Становништво
Према подацима из 2010. у општини је живело 416299 становника.

### Хронологија
| Година       | 2000                     | 2005                     | 2010                     |
| ------------ | ------------------------ | ------------------------ | ------------------------ |
| Становништво | 359146 (177530 / 181616) | 388344 (191701 / 196643) | 416299 (205435 / 210864) |

### Попис
| \| \| м \| \| \| ж \| \| 0—2 \| 10.902 \| \| \| 10.482 \| \| 3—5 \| 11.529 \| \| \| 11.184 \| \| 6—11 \| 24.689 \| \| \| 23.843 \| \| 12—14 \| 12.112 \| \| \| 11.889 \| \| 15—17 \| 12.284 \| \| \| 12.119 \| \| 18—24 \| 25.891 \| \| \| 25.983 \| \| 60+ \| 18.326 \| \| \| 20.053 \| \| Просек : \| 29,4 \| \| \| 30,2 \| |        |  |  |        |
| |        |  |  |        |
| | м      |  |  | ж      |
| 0—2 | 10.902 |  |  | 10.482 |
| 3—5 | 11.529 |  |  | 11.184 |
| 6—11 | 24.689 |  |  | 23.843 |
| 12—14 | 12.112 |  |  | 11.889 |
| 15—17 | 12.284 |  |  | 12.119 |
| 18—24 | 25.891 |  |  | 25.983 |
| 60+ | 18.326 |  |  | 20.053 |
| Просек : | 29,4   |  |  | 30,2   |

| #   | Индикатор                                                                                        | Вредност |
| --- | ------------------------------------------------------------------------------------------------ | -------- |
| 1   | Становништво од 0 до 2 године                                                                    | 21384    |
| 2   | Мушко становништво од 0 до 2 године                                                              | 10902    |
| 3   | Женско становништво од 0 до 2 године                                                             | 10482    |
| 4   | Становништво са 3 и више година                                                                  | 393790   |
| 5   | Мушко становништво са 3 и више година                                                            | 193955   |
| 6   | Женско становништво са 3 и више година                                                           | 199835   |
| 7   | Становништво са 5 и више година                                                                  | 378618   |
| 8   | Мушко становништво са 5 и више година                                                            | 186286   |
| 9   | Женско становништво са 5 и више година                                                           | 192332   |
| 10  | Становништво са 12 и више година                                                                 | 322545   |
| 11  | Мушко становништво са 12 и више година                                                           | 157737   |
| 12  | Женско становништво са 12 и више година                                                          | 164808   |
| 13  | Становништво са 15 и више година                                                                 | 298544   |
| 14  | Мушко становништво са 15 и више година                                                           | 145625   |
| 15  | Женско становништво са 15 и више година                                                          | 152919   |
| 16  | Становништво са 18 и више година                                                                 | 274141   |
| 17  | Мушко становништво са 18 и више година                                                           | 133341   |
| 18  | Женско становништво са 18 и више година                                                          | 140800   |
| 19  | Становништво од 3 до 5 година                                                                    | 22713    |
| 20  | Мушко становништво од 3 до 5 година                                                              | 11529    |
| 21  | Женско становништво од 3 до 5 година                                                             | 11184    |
| 22  | Становништво од 6 до 11 година                                                                   | 48532    |
| 23  | Мушко становништво од 6 до 11 година                                                             | 24689    |
| 24  | Женско становништво од 6 до 11 година                                                            | 23843    |
| 25  | Становништво од 8 до 14 година                                                                   | 56826    |
| 26  | Мушко становништво од 8 до 14 година                                                             | 28780    |
| 27  | Женско становништво од 8 до 14 година                                                            | 28046    |
| 28  | Становништво од 12 до 14 година                                                                  | 24001    |
| 29  | Мушко становништво од 12 до 14 година                                                            | 12112    |
| 30  | Женско становништво од 12 до 14 година                                                           | 11889    |
| 31  | Становништво од 15 до 17 година                                                                  | 24403    |
| 32  | Мушко становништво од 15 до 17 година                                                            | 12284    |
| 33  | Женско становништво од 15 до 17 година                                                           | 12119    |
| 34  | Становништво од 18 до 24 године                                                                  | 51874    |
| 35  | Мушко становништво од 18 до 24 године                                                            | 25891    |
| 36  | Женско становништво од 18 до 24 године                                                           | 25983    |
| 37  | Женско становништво од 15 до 49 година                                                           | 114209   |
| 38  | Становништво са 60 и више година                                                                 | 38379    |
| 39  | Мушко становништво са 60 и више година                                                           | 18326    |
| 40  | Женско становништво са 60 и више година                                                          | 20053    |
| 41  | Однос између мушкараца и жена                                                                    | 97.43    |
| 42  | Становништво од нуле до 14 година                                                                | 116630   |
| 43  | Становништво од 15 до 64 године                                                                  | 272871   |
| 44  | Становништво од 65 година и више                                                                 | 25673    |
| 45  | Просечан број деце                                                                               | 2.29     |
| 46  | Становништво рођено у ентитету                                                                   | 372410   |
| 47  | Мушко становништво рођено у ентитету                                                             | 183448   |
| 48  | Женско становништво рођено у ентитету                                                            | 188962   |
| 49  | Становништво рођено у другом ентитету                                                            | 39951    |
| 50  | Мушко становништво рођено у другом ентитету                                                      | 19962    |
| 51  | Женско становништво рођено у другом ентитету                                                     | 19989    |
| 52  | Становништво од 5 година и више резидентно у ентитету у јуну 2005. године                        | 360714   |
| 53  | Мушко становништво старосног доба од 5 година и више, резидентно у ентитету у јуну 2005. године  | 176681   |
| 54  | Женско становништво старосног доба од 5 и више година, резидентно у ентитету у јуну 2005. године | 184033   |
| 55  | Становништво од 5 година и више које је живело у другом ентитету у јуну 2005. године             | 12660    |
| 56  | Мушко становништво старије од 5 година које је живело у другом ентитету у јуну 2005. године      | 6626     |
| 57  | Женско становништво старије од 5 година које је живело у другом ентитету у јуну 2005. године     | 6034     |
| 58  | Становништво од 3 године и више које говори аутохтони језик                                      | 5226     |
| 59  | Мушко становништво старо 3 године и више које говори аутохтони језик                             | 2876     |
| 60  | Женско становништво старо 3 године и више које говори аутохтони језик                            | 2350     |
| 61  | Становништво од 3 године и више које говори аутохтони језик и не говори шпански језик            | 14       |
| 62  | Мушко становништво старо 3 године и више које говори аутохтони језик и не говори шпански         | 7        |
| 63  | Женско становништво старо 3 године и више које говори аутохтони језик и не говори шпански језик  | 7        |
| 64  | Становништво старо 3 године и више које говори аутохтони језик и шпански                         | 4631     |
| 65  | Мушко становништво старо 3 године и више које говори аутохтони језик и шпански                   | 2558     |
| 66  | Женско становништво старо 3 године и више које говори аутохтони језик и шпански                  | 2073     |
| 67  | Становништво од 5 година и више које говори аутохтони језик                                      | 5188     |
| 68  | Становништво од 5 година и више које говори аутохтони језик и не говори шпански језик            | 14       |
| 69  | Становништво од 5 година и више које говори аутохтони језик и говори шпански језик               | 4605     |
| 70  | Становништво у домородачким домаћинствима                                                        | 12447    |
| 71  | Становништво са ограничењима у активностима                                                      | 16340    |
| 72  | Становништво са ограниченим ходањем или кретањем, горе или доле                                  | 8661     |
| 73  | Становници са ограничењима вида, чак и уз кориштење сочива                                       | 4685     |
| 74  | Становништво са ограничењима говора, комуникације или конверзације                               | 1389     |
| 75  | Становништво са ограниченим слухом                                                               | 1202     |
| 76  | Становништво са ограничењима при одевању, купању или јелу                                        | 809      |
| 77  | Становништво са ограничењима у опажању или учењу једноставних ствари                             | 842      |
| 78  | Становништво са менталним ограничењима                                                           | 1848     |
| 79  | Становништво без ограничења активности                                                           | 396980   |
| 80  | Становништво од 3 до 5 година које не похађа школу                                               | 9848     |
| 81  | Мушко становништво од 3 до 5 година које не похађа школу                                         | 4940     |
| 82  | Женско становништво од 3 до 5 година које не похађа школу                                        | 4908     |
| 83  | Становништво од 6 до 11 година које не похађа школу                                              | 892      |
| 84  | Мушко становништво од 6 до 11 година које не похађа школу                                        | 519      |
| 85  | Женско становништво од 6 до 11 година које не похађа школу                                       | 373      |
| 86  | Становништво од 12 до 14 година које не похађа школу                                             | 1324     |
| 87  | Мушко становништво од 12 до 14 година које не похађа школу                                       | 814      |
| 88  | Женско становништво од 12 до 14 година које не похађа школу                                      | 510      |
| 89  | Становништво од 15 до 17 година похађа школу                                                     | 19059    |
| 90  | Мушко становништво од 15 до 17 година похађа школу                                               | 9372     |
| 91  | Женско становништво између 15 и 17 година живота у школи                                         | 9687     |
| 92  | Становништво од 18 до 24 године похађа школу                                                     | 18892    |
| 93  | Мушко становништво од 18 до 24 године похађа школу                                               | 9606     |
| 94  | Женско становништво од 18 до 24 године похађа школу                                              | 9286     |
| 95  | Становништво од 8 до 14 година које не може да чита и пише                                       | 743      |
| 96  | Мушко становништво старосног доба од 8 до 14 година које не може да чита и пише                  | 527      |
| 97  | Женско становништво старосног доби од 8 до 14 година које не може да чита и пише                 | 216      |
| 98  | Становништво од 15 година и више које је неписмено                                               | 9893     |
| 99  | Мушко становништво од 15 година и више које је неписмено                                         | 5124     |
| 100 | Женско становништво од 15 година и више које је неписмено                                        | 4769     |
| 101 | Становништво старо 15 и више година без школовања                                                | 11135    |
| 102 | Мушко становништво старо 15 и више година без школовања                                          | 5757     |
| 103 | Женско становништво старо 15 и више година без школовања                                         | 5378     |
| 104 | Становништво старосног доба 15 и више година са непотпуним основним образовањем                  | 34361    |
| 105 | Мушко становништво старосног доба од 15 година и више са непотпуном основним образовањем         | 17410    |
| 106 | Женско становништво старосног доба 15 и више година са непотпуном основним образовањем           | 16951    |
| 107 | Становништво старо 15 и више година са комплетним основним образовањем                           | 37047    |
| 108 | Мушко становништво старо 15 година и више са комплетним основним образовањем                     | 16933    |
| 109 | Женско становништво старо 15 и више година са комплетним основним образовањем                    | 20114    |
| 110 | Становништво старосног доба 15 и више година са непотпуним средњим образовањем                   | 18094    |
| 111 | Мушко становништво старосног доба од 15 година и више са непотпуним средњим образовањем          | 9925     |
| 112 | Женско становништво старосног доба од 15 година и више са непотпуним средњим образовањем         | 8169     |
| 113 | Становништво старо 15 и више година са пуним секундарном образовањем                             | 53801    |
| 114 | Мушко становништво старосног доба од 15 година и више са пуним секундарном образовањем           | 25657    |
| 115 | Женско становништво старосног доба од 15 година и више са пуним секундарном образовањем          | 28144    |
| 116 | Становништво старије од 18 година са постосновним образовањем                                    | 131697   |
| 117 | Мушко становништво старије од 18 година са постосновним образовањем                              | 64763    |
| 118 | Женско становништво старије од 18 година са постосновним образовањем                             | 66934    |
| 119 | Просечна оцена школовања                                                                         | 9.64     |
| 120 | Просечан ниво образовања мушке популације                                                        | 9.64     |
| 121 | Просечан ниво образовања женског становништва                                                    | 9.63     |
| 122 | Економски активно становништво                                                                   | 166814   |
| 123 | Економски активна мушка популација                                                               | 112174   |
| 124 | Економски активна женска популација                                                              | 54640    |
| 125 | Становништво које није економски активно                                                         | 154472   |
| 126 | Мушко становништво које није економски активно                                                   | 44799    |
| 127 | Женско становништво које није економски активно                                                  | 109673   |
| 128 | Запослено становништво                                                                           | 158338   |
| 129 | Запослено мушко становништво                                                                     | 105586   |
| 130 | Запослено женско становништво                                                                    | 52752    |
| 131 | Незапослена популација                                                                           | 8476     |
| 132 | Незапослена мушка популација                                                                     | 6588     |
| 133 | Незапослена женска популација                                                                    | 1888     |
| 134 | Становништво без права на здравствене услуге                                                     | 97438    |
| 135 | Становништво које има право на здравствене услуге                                                | 317129   |
| 136 | Становништво које има право на ИМСС                                                              | 205145   |
| 137 | Становништво које има право на социјално осигурање                                               | 30565    |
| 138 | Становништво које има право на државно социјално осигурање                                       | 1445     |
| 139 | Становништво које има право на опште осигурање или здравствено осигурање за нову генерацију      | 75767    |
| 140 | Становништво које је било једном или није било у браку током 12 година и више                    | 108326   |
| 141 | Венчано или уједињено становништво од 12 година и више                                           | 180575   |
| 142 | Становништво које је било у браку или уједињено 12 година и више                                 | 33052    |
| 143 | Становништво са католичком религијом                                                             | 342238   |
| 144 | Протестанти, еванђелисти и библијски следбеници различити од еванђелиста                         | 38143    |
| 145 | Становништво са другим религијама различитим од претходних                                       | 287      |
| 146 | Становништво без религије                                                                        | 28175    |
| 147 | Укупно пописаних домаћинства                                                                     | 108603   |
| 148 | Пописна домаћинства на челу са мушкарцима                                                        | 81084    |
| 149 | Пописна домаћинства на челу са женама                                                            | 27519    |
| 150 | Становништво у пописним домаћинствима                                                            | 413714   |
| 151 | Становништво у пописним домаћинствима на челу са мушкарцима                                      | 321573   |
| 152 | Становништво у пописним домаћинствима на челу са женама                                          | 92141    |
| 153 | Укупно домаћинстава                                                                              | 137242   |
| 154 | Укупно насељених домаћинстава                                                                    | 108911   |
| 155 | Укупно приватних кућа                                                                            | 136934   |
| 156 | Насељени приватни домови                                                                         | 108603   |
| 157 | Укупно насељених приватних кућа                                                                  | 108895   |
| 158 | Ненасељене приватне куће                                                                         | 24475    |
| 159 | Појединачна домаћинства за привремену употребу                                                   | 3856     |
| 160 | Становници у насељеним приватним кућама                                                          | 413714   |
| 161 | Насељеност станара у приватним становима                                                         | 3.81     |
| 162 | Просечно становника по соби у приватним насељеним домаћинствима                                  | 1.02     |
| 163 | Појединачна домаћинства са подовима од различитих материјала од земље                            | 102987   |
| 164 | Појединачна домаћинства у приземљу                                                               | 5051     |
| 165 | Појединачна домаћинства са једном спаваћом собом                                                 | 36818    |
| 166 | Појединачна домаћинства са две спаваће собе и више                                               | 71399    |
| 167 | Појединачна домаћинства са једним собом                                                          | 4936     |
| 168 | Појединачна домаћинства са две собе                                                              | 16432    |
| 169 | Појединачна домаћинства са 3 собе и више                                                         | 86741    |
| 170 | Појединачна домаћинства која имају електрично светло                                             | 107587   |
| 171 | Појединачна домаћинства која немају електрично светло                                            | 696      |
| 172 | Појединачна домаћинства која имају водоводну воду у стамбеном простору                           | 102862   |
| 173 | Појединачна домаћинства која немају водоводну воду у стамбеном простору                          | 5153     |
| 174 | Појединачна домаћинства која имају тоалет                                                        | 105108   |
| 175 | Појединачна домаћинства која имају канализацију                                                  | 101425   |
| 176 | Појединачна домаћинства која немају канализацију                                                 | 6487     |
| 177 | Појединачна домаћинства која имају електрично светло, довод воде из јавне мреже и канализацију   | 98364    |
| 178 | Појединачна домаћинства без икаквих услова                                                       | 733      |
| 179 | Појединачна домаћинства која имају радио                                                         | 81186    |
| 180 | Појединачна домаћинства која имају телевизор                                                     | 104809   |
| 181 | Појединачна домаћинства која имају фрижидер                                                      | 102294   |
| 182 | Појединачна домаћинства која имају машину за веш                                                 | 81920    |
| 183 | Појединачна домаћинства која имају аутомобил или комби                                           | 65571    |
| 184 | Појединачна домаћинства која имају рачунар                                                       | 37019    |
| 185 | Појединачна домаћинства која имају фиксну телефонску линију                                      | 46721    |
| 186 | Појединачна домаћинства која имају мобилни телефон                                               | 86251    |
| 187 | Појединачна домаћинства која имају приступ интернету                                             | 28072    |